# Stazioni della metropolitana di Roma
Questo è l'elenco delle 73 stazioni della metropolitana di Roma, comprensivo di quelle aperte, in costruzione e in progettazione.

## Stazioni aperte
La tabella indica il nome di ogni stazione, la linea (o linee) su cui è ubicata, il municipio di Roma in cui si trova, la data di prima apertura, la tipologia di stazione e gli interscambi con gli altri mezzi di trasporto su rotaia (rete tranviaria e servizi ferroviari urbani e suburbani; vedi anche stazioni ferroviarie di Roma), nonché il numero di passeggeri annui al 2023.
| Stazione                               | Linea | Municipio | Data apertura              | Tipologia               | Interscambi                     | Passeggeri annuali 2023 |
| -------------------------------------- | ----- | --------- | -------------------------- | ----------------------- | ------------------------------- | ----------------------- |
| Alessandrino                           |       | V         | 9 novembre 2014            | sotterranea             |                                 | 571.584                 |
| Anagnina                               |       | VII       | 11 giugno 1980             | sotterranea             |                                 | 4.725.825               |
| Arco di Travertino                     |       | VII       | 16 febbraio 1980           | sotterranea             |                                 | 1.813.014               |
| Baldo degli Ubaldi                     |       | XIII      | 1º gennaio 2000            | sotterranea             |                                 | 875.315                 |
| Barberini - Fontana di Trevi           |       | I         | 16 febbraio 1980           | sotterranea             |                                 | 4.484.625               |
| Basilica San Paolo                     |       | XI        | 9 febbraio 1955            | sopraelevata            | Basilica San Paolo              | 2.255.058               |
| Battistini                             |       | XIV       | 1º gennaio 2000            | sotterranea             |                                 | 3.821.900               |
| Bologna                                |       | II        | 8 dicembre 1990            | sotterranea             |                                 | 3.035.242               |
| Bolognetta                             |       | VI        | 9 novembre 2014            | sopraelevata            |                                 | 364.786                 |
| Borghesiana                            |       | VI        | 9 novembre 2014            | in trincea              |                                 | 402.140                 |
| Castro Pretorio                        |       | I         | 8 dicembre 1990            | sotterranea             |                                 | 1.459.220               |
| Cavour                                 |       | I         | 9 febbraio 1955            | sotterranea             |                                 | 1.663.881               |
| Cinecittà                              |       | VII       | 16 febbraio 1980           | sotterranea             |                                 | 900.665                 |
| Cipro                                  |       | I         | 29 maggio 1999             | sotterranea             |                                 | 3.124.238               |
| Circo Massimo                          |       | I         | 9 febbraio 1955            | sotterranea             | Tram 3                          | 1.562.644               |
| Colli Albani - Parco Appia Antica      |       | VII       | 16 febbraio 1980           | sotterranea             |                                 | 2.249.384               |
| Colosseo                               |       | I         | 9 febbraio 1955            | sotterranea             | Tram 3                          | 4.683.294               |
| Conca d'Oro                            |       | III       | 12 giugno 2012             | sotterranea             |                                 | 713.737                 |
| Cornelia                               |       | XIII      | 1º gennaio 2000            | sotterranea             |                                 | 3.025.376               |
| Due Leoni-Fontana Candida              |       | VI        | 9 novembre 2014            | in superficie           |                                 | 277.090                 |
| EUR Fermi                              |       | IX        | 9 febbraio 1955            | in galleria artificiale |                                 | 1.781.904               |
| EUR Magliana                           |       | IX        | 9 febbraio 1955            | in superficie           | EUR Magliana                    | 1.732.765               |
| EUR Palasport                          |       | IX        | 9 febbraio 1955            | in galleria artificiale |                                 | 1.633.822               |
| Finocchio                              |       | VI        | 9 novembre 2014            | sotterranea             |                                 | 218.409                 |
| Flaminio - Piazza del Popolo           |       | I         | 16 febbraio 1980           | sotterranea             | Piazzale Flaminio Tram 2        | 5.282.100               |
| Furio Camillo                          |       | VII       | 16 febbraio 1980           | sotterranea             |                                 | 2.471.406               |
| Garbatella                             |       | XI        | 8 dicembre 1990            | in superficie           |                                 | 2.104.537               |
| Gardenie                               |       | V         | 29 giugno 2015             | sotterranea             | Tram 5 19                       | 916.919                 |
| Giardinetti                            |       | VI        | 9 novembre 2014            | in trincea              |                                 | 382.347                 |
| Giulio Agricola - Parco Acquedotti     |       | VII       | 16 febbraio 1980           | sotterranea             |                                 | 1.867.285               |
| Graniti                                |       | VI        | 9 novembre 2014            | in superficie           |                                 | 156.498                 |
| Grotte Celoni                          |       | VI        | 9 novembre 2014            | in superficie           |                                 | 572.512                 |
| Jonio                                  |       | III       | 21 aprile 2015             | sotterranea             |                                 | 1.362.562               |
| Laurentina                             |       | IX        | 9 febbraio 1955            | in galleria artificiale |                                 | 3.337.696               |
| Lepanto                                |       | I         | 16 febbraio 1980           | sotterranea             | Tram 19                         | 4.029.297               |
| Libia                                  |       | II        | 12 giugno 2012             | sotterranea             | Nomentana                       | 992.623                 |
| Lodi                                   |       | VII       | 29 giugno 2015             | sotterranea             |                                 | 320.018                 |
| Lucio Sestio                           |       | VII       | 16 febbraio 1980           | sotterranea             |                                 | 1.803.985               |
| Malatesta                              |       | V         | 29 giugno 2015             | sotterranea             |                                 | 1.022.387               |
| Manzoni                                |       | I         | 16 febbraio 1980           | sotterranea             | Tram 3                          | 1.753.951               |
| Marconi                                |       | XI        | 26 aprile 1994             | in superficie           |                                 | 1.037.776               |
| Mirti                                  |       | V         | 29 giugno 2015             | sotterranea             | Tram 5 19                       | 720.722                 |
| Monte Compatri-Pantano                 |       | —         | 9 novembre 2014            | sopraelevata            |                                 | 382.881                 |
| Monti Tiburtini                        |       | IV        | 8 dicembre 1990            | sotterranea             |                                 | 1.348.802               |
| Numidio Quadrato                       |       | VII       | 16 febbraio 1980           | sotterranea             |                                 | 1.660.030               |
| Ottaviano - S. Pietro - Musei Vaticani |       | I         | 16 febbraio 1980           | sotterranea             | Tram 19                         | 7.191.485               |
| Parco di Centocelle                    |       | V         | 9 novembre 2014            | sotterranea             | Centocelle                      | 393.716                 |
| Pietralata                             |       | IV        | 8 dicembre 1990            | sotterranea             |                                 | 821.600                 |
| Pigneto                                |       | V         | 29 giugno 2015             | sotterranea             | Sant'Elena Tram 5 14 19         | 688.922                 |
| Piramide                               |       | I         | 9 febbraio 1955            | in trincea              | Porta San Paolo Ostiense Tram 3 | 3.842.753               |
| Policlinico                            |       | II        | 8 dicembre 1990            | sotterranea             | Tram 3 19                       | 2.909.256               |
| Ponte Lungo                            |       | VII       | 16 febbraio 1980           | sotterranea             | Tuscolana                       | 2.050.285               |
| Ponte Mammolo                          |       | IV        | 13 dicembre 1995           | sopraelevata            |                                 | 2.218.989               |
| Porta Furba Quadraro                   |       | VII       | 16 febbraio 1980           | sotterranea             |                                 | 1.443.141               |
| Quintiliani                            |       | IV        | 23 giugno 2003             | sotterranea             |                                 | 137.473                 |
| Re di Roma                             |       | VII       | 16 febbraio 1980           | sotterranea             |                                 | 2.413.172               |
| Rebibbia                               |       | IV        | 8 dicembre 1990            | sotterranea             |                                 | 2.261.992               |
| Repubblica - Teatro dell'Opera         |       | I         | 16 febbraio 1980           | sotterranea             |                                 | 2.739.927               |
| San Giovanni                           |       | VII       | 16 febbraio 1980 (linea A) | sotterranea             | Tram 3                          | 6.283.733               |
| San Giovanni                           |       | VII       | 12 maggio 2018 (linea C)   | sotterranea             | Tram 3                          | 4.398.224               |
| Santa Maria del Soccorso               |       | IV        | 8 dicembre 1990            | sotterranea             |                                 | 699.239                 |
| Sant'Agnese/Annibaliano                |       | II        | 12 giugno 2012             | sotterranea             |                                 | 1.094.422               |
| Spagna                                 |       | I         | 16 febbraio 1980           | sotterranea             |                                 | 5.417.885               |
| Subaugusta                             |       | VII       | 16 febbraio 1980           | sotterranea             |                                 | 2.206.697               |
| Teano                                  |       | V         | 29 giugno 2015             | sotterranea             |                                 | 463.184                 |
| Termini                                |       | I         | 9 febbraio 1955 (linea B)  | sotterranea             | Laziali Termini Tram 5 14       | 8.328.278               |
| Termini                                |       | I         | 16 febbraio 1980 (linea A) | sotterranea             | Laziali Termini Tram 5 14       | 9.699.069               |
| Tiburtina                              |       | II        | 8 dicembre 1990            | sotterranea             | Tiburtina                       | 4.135.730               |
| Torre Angela                           |       | VI        | 9 novembre 2014            | in superficie           |                                 | 570.023                 |
| Torre Gaia                             |       | VI        | 9 novembre 2014            | in superficie           |                                 | 598.970                 |
| Torre Maura                            |       | VI        | 9 novembre 2014            | sotterranea             |                                 | 609.243                 |
| Torre Spaccata                         |       | VI        | 9 novembre 2014            | sotterranea             |                                 | 325.676                 |
| Torrenova                              |       | VI        | 9 novembre 2014            | in superficie           |                                 | 608.636                 |
| Valle Aurelia                          |       | XIII      | 29 maggio 1999             | sotterranea             | Valle Aurelia                   | 2.746.798               |
| Vittorio Emanuele                      |       | I         | 16 febbraio 1980           | sotterranea             | Tram 5 14                       | 3.306.755               |

## Stazioni in costruzione
La tabella indica il nome di ogni stazione, la linea (o linee) su cui sarà ubicata, la data di inizio lavori e la probabile fine, la tipologia e gli eventuali interscambi.
| Stazione       | Linea | Municipio | Data inizio lavori | Data prevista apertura | Tipologia   | Interscambi |
| -------------- | ----- | --------- | ------------------ | ---------------------- | ----------- | ----------- |
| Porta Metronia |       | VII       | 21 marzo 2013      | Fine 2025              | sotterranea |             |
| Fori Imperiali |       | I         | 21 marzo 2013      | Fine 2025              | sotterranea | Colosseo    |
| Venezia        |       | I         | 22 giugno 2023     | 1º trimestre 2033      | sotterranea | Tram 8      |

## Stazioni in progettazione
La tabella indica il nome di ogni stazione, la linea (o linee) su cui sarà ubicata, la tipologia e gli eventuali interscambi.
| Stazione            | Linea | Data inizio lavori | Data prevista apertura | Tipologia   | Interscambi |
| ------------------- | ----- | ------------------ | ---------------------- | ----------- | ----------- |
| Bembo               |       | —                  | —                      | sotterranea |             |
| Chiala              |       | —                  | —                      | sotterranea |             |
| Chiesa Nuova        |       | —                  | —                      | sotterranea |             |
| Clodio/Mazzini      |       | —                  | —                      | sotterranea |             |
| Colle Salario       |       | —                  | —                      | sotterranea |             |
| GRA/Svincolo A1     |       | —                  | —                      | sotterranea |             |
| Labia               |       | —                  | —                      | sotterranea |             |
| Millesimo           |       | —                  | —                      | sotterranea |             |
| Monte Mario         |       | —                  | —                      | sotterranea |             |
| Ottaviano           |       | —                  | —                      | sotterranea |             |
| San Basilio         |       | —                  | —                      | sotterranea |             |
| San Pietro          |       | —                  | —                      | sotterranea |             |
| Serpentara          |       | —                  | —                      | sotterranea |             |
| Casal Monastero     |       | —                  | —                      | sotterranea |             |
| Valle dei Fontanili |       | —                  | —                      | sotterranea |             |
| Vigne Nuove         |       | —                  | —                      | sotterranea |             |